# Бородатая свинья
Бородатая свинья (лат. Sus barbatus) — вид млекопитающих из семейства свиней (Suidae), распространённый в Юго-Восточной Азии.

## Внешние признаки
По сравнению с другими представителями семейства свиней телосложение бородатой свиньи относительно стройное, ноги тонкие, а голова вытянутая. Наиболее заметным признаком, давшим виду его название, являются желтовато-белые волосы, покрывающие рыло. Бородатые свиньи имеют по две пары бородавок на морде, из которых одна пара находится под бородой. Как у всех свиней у них длинное, хоботообразное рыло, маленькие глаза и длинные уши. Редкая щетинообразная шерсть окрашена в серый или тёмнобурый цвет. У детёнышей на спине и боках имеются тёмные полосы. У обоих полов есть острые нижние клыки, у самцов до 25 см в длину. Ещё одной характерной чертой является раздвоенная кисточка на хвосте. Эти животные достигают длины от 100 до 165 см, высоты в холке от 72 до 85 см и веса до 150 кг.

## Распространение

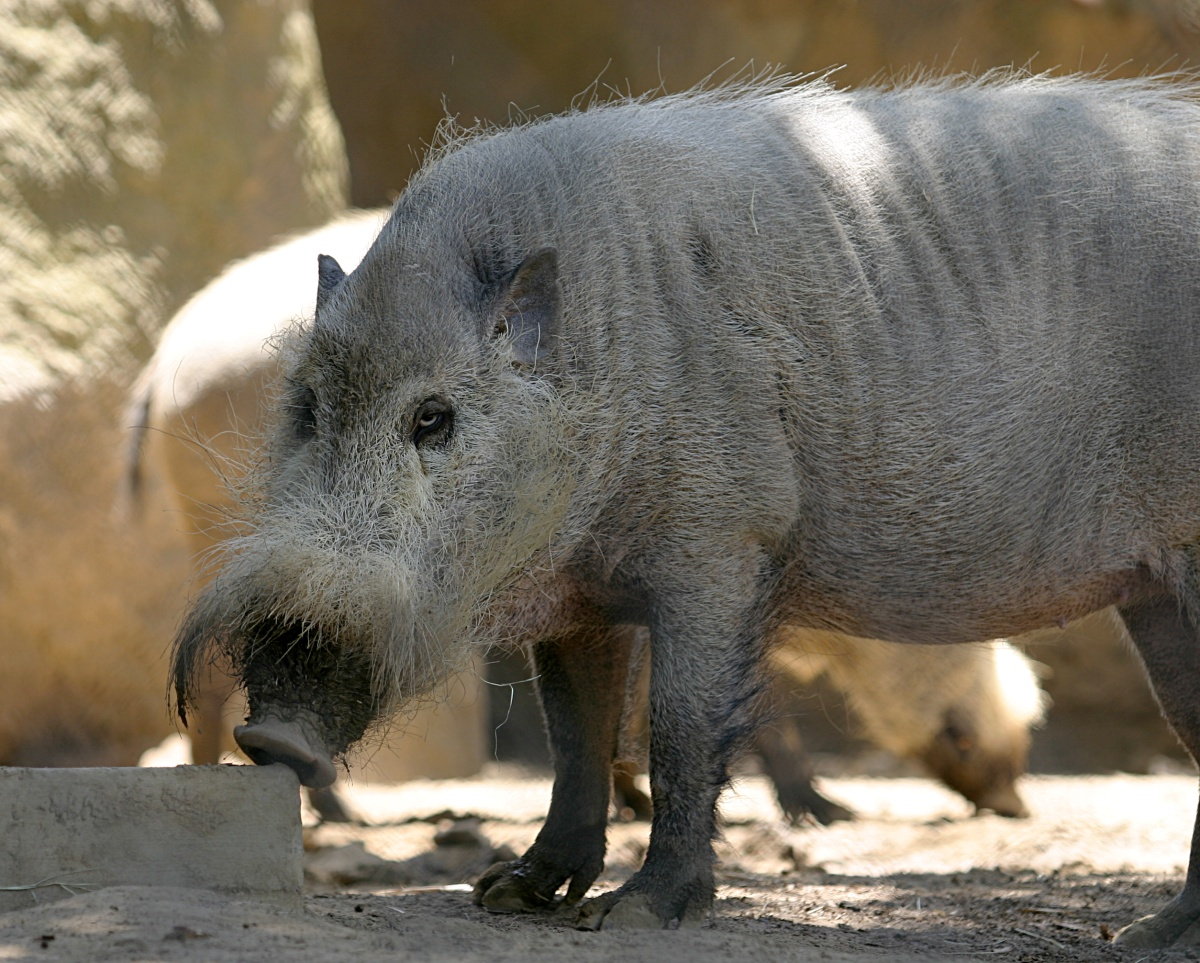
Бородатая свинья в зоопарке Сан-Диего, Калифорния

Бородатые свиньи живут в Юго-Восточной Азии, а точнее на Малайском полуострове, на островах Суматра, Борнео и некоторых соседних островах. Популяции на острове Палаван и на других филиппинских островах иногда рассматриваются как отдельный вид палаванская бородатая свинья (Sus ahoenobarbus). Среда обитания бородатых свиней — тропические леса и мангры.

## Поведение
Бородатые свиньи как правило активны днём и живут в родовых группах. Уникальным среди свиней является их миграционное поведение. Для совместных путешествий длиной в несколько сотен километров соединяются сразу несколько групп до нескольких сот животных. Во время таких путешествий, вызванных меняющимся наличием пищи, бородатые свиньи переходят на ночную активность и используют протоптанные тропы предыдущих маршей.
Бородатые свиньи являются всеядными животными и в их пищу входят фрукты, корни, черви и падаль. Часто они следуют за группами гиббонов и макак, чтобы подбирать фрукты, брошенные приматами на землю.

## Размножение

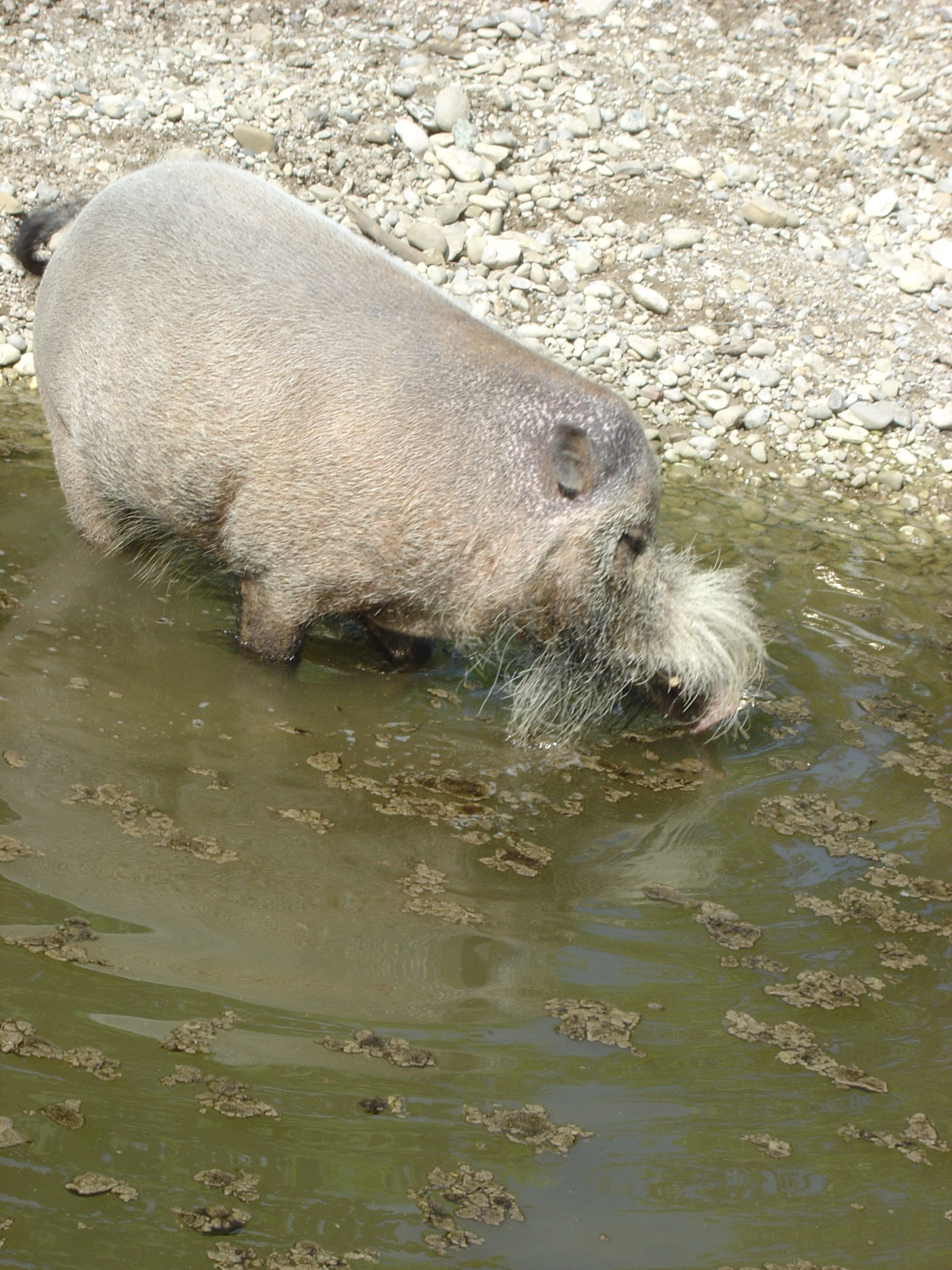
Бородатая свинья у водоёма

После четырёхмесячной беременности самка рождает от двух до восьми детёнышей. Для потомства предварительно сооружается напоминающее гнездо строение, в которыми детёныши проводят первые недели своей жизни. Спустя три месяца после рождения они переходят с молочного питания на обычное, но остаются при матери ещё до достижения годовалого возраста. Половая зрелость наступает в возрасте 18 месяцев. Продолжительность жизни в неволе составляет более 13 лет.

## Бородатая свинья и человек
В некоторых регионах Юго-Восточной Азии бородатые свиньи используются в пищу, и на них ведётся охота. Местным жителям известны периоды и маршруты миграций этих животных, и раз в году они получают богатую добычу, выслеживая многочисленные группы свиней. В целом популяции бородатых свиней ничего не угрожает.
Для разведения бородатых свиней в качестве домашних животных или в фермерском хозяйстве, нужно обладать необходимыми знаниями и опытом в уходе за этими животными, а также иметь соответствующее разрешение и условия для их содержания. Обычно для разведения бородатых свиней используют специализированные фермы и разводчиков, которые обеспечивают комфортные условия для животных и заботятся о их здоровье и питании.

## Систематика
В зависимости от точки зрения выделяются два или три подвида бородатых свиней. Это борнейская бородатая свинья (Sus barbatus barbatus) и кудрявая бородатая свинья (Sus barbatus oi), живущая на Суматре и на Малайском полуострове. Третьим подвидом иногда считается упомянутая выше палаванская бородатая свинья.